# Matthias Volz
Matthias Max Volz (Schwabach, Imperi Alemany 1910 - Spalt, Alemanya 2004) fou un gimnasta artístic alemany, guanyador de tres medalles olímpiques.

## Biografia
Va néixer el 4 de maig de 1910 a la ciutat de Schwabach, població situada a l'estat de Baviera, que en aquells moments formava part de l'Imperi Alemany i que avui dia forma part d'Alemanya.
Va morir el 26 d'agost de 2004 a la ciutat de Spalt, població situada a l'estat de Baviera (Alemanya).

## Carrera esportiva
Va participar, als 26 anys, als Jocs Olímpics d'Estiu de 1936 realitzats a Berlín (Alemanya nazi), on va aconseguir guanyar la medalla d'or en la prova del concurs complet per equips i la medalla de bronze en les proves d'anelles i salt sobre cavall. Així mateix finalitzà cinquè en la prova d'exercici de terra, setè en el concurs complet individual, desè en la prova de cavall amb arcs i trenta-vuitè en la de barres paral·leles.